# Туризам у Танзанији
Танзанија је земља са великим бројем туристичких атракција. Приближно 38% површине државе проглашено је заштићеним пределима. На простору Танзаније постоји 16 националних паркова, 29 животињских резерват и 40 контролисаних предела која су заштићена, укључујући Нгоронгоро и приморске паркове. У Танзанији се налази Килиманџаро, највиша планина Африке.
Путовање и туризам допринели су 17,5% бруто домаћег производа државе у 2016. години и запослили 11% радне снаге, односно 1.189.300 радника у 2013. години.
Приходи од Туризма изузетно брзо расту, па је тако 1,84 милијарди долара зарађено 2004. године, док је у 2013. зарађено 4,48 милијарди америчких долара. Године 2016. Танзанију је посетили 1.284.279 страних туриста, у поређењу са 590.000, колико их је било 2005. године.

## Знаменитости Танзаније

### Национални паркови
Танзанија има скоро 38% заштићених подручја од укупне површине, што је један од највиших процената у свету, у поређењу са великичином земље. На простору државе налази се 16 националних парковима, а у њима велики број биљних и животињских врста. Међу великим сисарима пописани су афрички слон, црни носорог, афрички биво, лав, леопард, гепард, гну, жирафа, нилски коњ и неколико врста антилопа.
Једне од најпосећенијих и најпознатијих атракција Танзаније налазе се у северном делу земље и укључују Национални парк Серенгети, Национални парк Тарангире и Национални парк Језеро Мањара. На простору Серенгетија налази се велики број врста птица и животиња које настане ово подручје током миграција. Овај парк уједно је и најпопуларнији у земљи међу страним туристима, а 2012. године угостио је више од 330.000 посетилаца.
На северу земље налази се и заштићено подручје Нгоронгоро, које обухвата Нгоронгоро вулкански кратер. На простру овог заштићеног подручја пописани су лавови, нилски коњи, слонови и неколико врста антилопа, угрожена врста црног носорога, гну и зебре. На овом простору налази се и Олдувај клисура, која се сматра колевком човечанства, након открића предмета из најраније познате историје човека.
Западни предели земље укључују националне паркове Махали планине, Катави и Национални парк Гомбе Стрим, познат по томе јер се у њему годинама проучавају шимпанзе, нарочито Џејн Гудол, која је дошла до великих открића о њима.
Танзанија је такође позната по разноликости биљних врста, а читав Национални парк Китуло повећен је цветним врстама и створен да би се оне заштитиле на овом подручју.

#### Национални парк Аруша
Национални парк Аруша покрива подручје стратовулкана и планине Меру, чија висина је 4566 м. Стацониран је у Аруша региону на североистоку Танзаније. Парк је мале површине, али у њему се налазе спектакуларни пејзажи подељени у три предела. На западу Меру кратер и река Јекукиму. Нгурдото кратер налази се на југоистику, а плитка алкална језера Момела на североистоку, која су различитих боја и позната по томе што њихове обале настањује велики број барских птица.
Планина Меру, друга је по величини у Танзанији после Килиманџара, од којег је удаљена 60 км. Парк је површине 137 km², а у њему су пописане врсте попут жирафе, зебре, слон, лава, афричког бивола, брадавичасте свиње, фламингоса, ретко и леопарда, као и велики број врста птица, укључујући врсте Apaloderma narina и Apaloderma vittatum.
Године 2012. парк је посетило 66,808 страних туриста.

#### Национални парк Гомбе Стрим
Национални парк Гомбе Стрим налази се на западном делу региона Кигома, 20 км западно од града Кигома. Национални парк је основан 1968. године и један је од најмањих у Танзанији, са површином од 35 km², а протеже се и дуж источне обале језера Тангањика. На простору парка доминирају стрме долине, а шумска вегетација креће се од травнатих до области тропских кишних шума. Због густе шуме, приступ парку могућ је само преко језера, а најпознатији је по томе што је на њему Џејн Гудол проучавале заједницу шимпани Касакела, која је описана у више књига, приказана у докуметарним филмова и емисијама.
Гомбе Стрим има висок ниво диверзитета, што је чини све популарнијом туристичком дестинацијом. Осим шимпанза, примати који су настањени у парку укључују врсте маслинасте павије, Piliocolobus, Colobus guereza, Cercopithecus ascanius, Cercopithecus mitis, и врсту Chlorocebus. Такође је познато да постоји хибрид врста мајмуна на овом подручју, настала од црвенорепих и плаворепих мајмуна.
У парку је пописано 200 врста птица и врста свиње Potamochoerus larvatus. Такође, парк је дом за велики број врста змија, нилског коња и леопарда.
Посетицои у парку могу посетити шуму како би видели шимпанзе, да пливају и роне на језеру Тангањика, где је настањено око 100 врста циклиди риба.

#### Национални парк Залив Џозани Чвака
Национални парк Залив Џозани Чвака стациниран је парк који се налази у Занзибару и Танзанији. Парк је површине 50 km², а основан је 2004. године. На простору парка пописани је велики број сисара, нарочито врста мајмуна, више од 50 врста лептира и 40 врста птица. Предложено је да се залив прогласи Светском баштином под окриљем Унеска, да би се сачувале његове историјске и природне вредности. Према Међународној унији за заштиту природе овја парк заузима највећи просторо преосталих природни шума на Занзибару.

#### Национални парк Катави
Национални парк Катави стациниран је у Катави региону и основан је 1974. године. Његова површина је 4,471 km², што га чини трећим највећим националним парком у Танзанији. У њему се налази река Катума, језеро Катави и Чада. На простору парка пописан је велики број животињских врста укључујући врсте као што су жирафа, слон, афрички биво, крокодил, нилски коњ, гепард, хијена, леопард, афрички дивљи пас, лав и многе друге. Предео и врсте парка угрожене су због илегалне сече шуме и лова.
Један је од најмање посећенијих националних паркова у Танзанији, а у њему је током 2012/2012. године боравило 1500 станих посетилаца, од укупно 900.000, колико је посетило укупно све друге националне паркове у том периоду у Танзанији.

#### Национални парк Килиманџаро
Национални парк Килиманџаро стациниран је у истоименом региону Танзаније, близу града Моши. Површине је 1688 km², основан је 1973. године, а њиме руководе Сектор за националне паркове Танзаније.
Парк је остварио приход од 51 милиона долара у 2013. године и био један од два национална парка који су генерисали суфицит током 2012/2013. године.
Године 1921. основан је као шумска резерва, 1973. као национални парк, док је 1987. године заштићен под окриљем Унеска. Парк је 2005. године проширен и од тада обухвата шуме које су биле део шумског резервата Килиманџаро.
На простору парка пописани су слонови, врста примата Cercopithecus mitis, Colobus, аботов дујкер, афрички биво и многе друге.

#### Национални парк Китуло
Национални парк Катави стациониран је на југозападном делу Танзаније. Просечна надморска висина у парку износи 2600 м, а он се налази између Кипенгере и Порото планина и покрива површина од 413 km². Парк је основан 2005. године, њиме управља Управа за националне паркове Танзаније, а најближи град му је Мбеја. Научници су на овом подручју 2005. године открили нову врсту примата, на подручју планине Рунгве и шуме Ливингстоун у парку. Председник Танзаније Бенџамин Мкапа најавио је 2002. године оснивање парка, а он је званично основан 2005. године и тако постао четрнаести национални парк у Танзанији.

#### Национални парк Језеро Мањара
Национални парк Језеро Мањара је национални парк који се протеже преко Аруша и Мањара региона. Парком руководи Управа за националне паркове Танзаније, а његова површина је 330 km². Парк је познат ко томе што су на простору његовог језера налази велики број врста фламингоса. Током кушне сезоне они су настањени на обалама језера у великом броју, међутим током суша нису присутни на овом подручју. У парку је пописано 400 врста птица, а многе од њих остају овде током читаве године. Због језера Мањара, које привлачи велики број птица, туристи су нарочито заинтересовани за њихово посматрање. Посетиоци могу очекивати да сваки дан виде више од 100 различитих врста птица.
У парку су пописани лавови, гепарди, слонови, плави мајмуни, гезеле, нилски коњи, импале, зебре, масајске жирафе и многе друге животиње.

#### Национални парк Махали планине
Национални парк Махали планине налазе се у Кигома региону и површине је 1650 km². Кроз парк протиче Тангањика језеро, а име је добио по Махали планинском венцу. Једно је од два заштићена подручја за шимпазне, укључујући Национални парк Гомбе Стрим. На простору парка заштићени су и лавови. На простору парка нема путева нити других инфраструктура, једини начин за његов обилазак је пишице или преко језера бродом.
Планине Махали насељавају народи Батонгу и Холохоло, године 1987. било је их око 22.000. Након оснивања центра за дивље животиње 1979. године, људи су пресељени из парка како би се успоставио национални парк 1985. године. Парк је 2012. године посетило 1074 страних туриста.

#### Национални парк Микуми
Национални парк Микуми стациниран је близу града Морогоро. Основан је 1964. године, заузима површину од 3,230 km² и четврт је највећи национални парк у Танзанији. Окружен је Селус резерватом, Уџунгува и Улгуру планинама. Предео националног парка Микуми најсличнији је са Националним парком Серенгет. Пут који пролази кроз парк дели га у две области, са делимично различитим окружењем. Вегетација се састоји од савана, где преовладава баобаб, акација, тамаринд и неке врсте палми.
Југоистични део парка је мање богат дивљим светом и није приступачан. Фауна областо обухвати карактеристичне врсте за ове пределе, укључујући лавове, жирафе, зебре, импале, кудуа, црну антилопу, бабуне и биволе. У парку је такође пописано више од 400 врста птица. Парк је 2012. године посетило 41,166 туриста.

#### Национални парк Планина Меру
Национални парк Планина Меру обухвата предео истоимене планине и стратовулкана, стацинираног 70 km западно од Килиманџара у Танзанији. Највиши врх је на 4652 m, што је пети највиши врх у Африци. Парк је стациониран недалеко од града Аруша у Аруша региону. Вулкан је последњу ерупцију имао 1910. године. На простору националног парка пописано је 400 врста птица, као и мајмуни и леопарди.

#### Национални парк Мкомази
Национални парк Мкомази стациниран је на североистику Танзаније, на граници са Кенијом, у регионима Килиманџаро и Танга. Основан је као резерват 1961. године, а статус националног парка добио је 2006. године. Површина парка је 3234 km², а у њему су пописане врсте попут афричког дивљег пса, лава и црног носорога. Године 2012. парк је посетило 1587 туриста.

#### Национални парк Руаха
Национални парк Руаха је највећи национални парк у Танзанији. Површина парка од 2008. године износи 20,226 km². Добио је име по реци Руаха која протиче кроз њега Током британске владавине у Танзанији основан је Руанха резерват 1964. године на простору данашњег националног парка.
Више од 571 врсте птица пописано је у парку, укључујући кљунорошце, због којих долази велики број туриста како би их видео.
У парку су пописане и врсте као што су источноафрички гепард, лав, афрички леопард, афрички дивљи пас, хијена, жирафа, афрички биво и антилопа.

#### Национални парк Острво Рубондо
Национални парк Острво Рубондо једно је од два национална парка Танзаније, које је стационирано на Викторијином језеру. Годишњи број туриста на оству је изузетно мали, посећују га углавном риболовци и љубитељи птица.
Рубондо острво стацинирано је на југозападном делу Викторијиног острва, око 150 км западно од Мванзе. Поврина националног парка је 456,8 km², а он је основан 1965. године. Налази се на надморској висини од 1134 m. Годишње просечне температуру у оарку крећу се између 19–26 °C На простору парка пописане су шимпанзе, слонови, жирафе, носорози и многе друге животињске врсте.
Острво је проглашено резерватом 1965. године, како би се пружила заштита многим животињским врстама. Статус националног парка добило је 1977. године. Данас је острво ненасељено, 80% његове површине прекривено је шумом.

#### Национални парк Садани
Национални парк Садани је тринаести проглашени национални парк Танзаније. Површина парка износи 11000 km², он је основан 2005. године. Парком руководи Одсек за националне паркове Танзаније. На простору парка пописан је велики број биљних и животињских врста, укључујући лавове, афричке слонове, леопарде, афричке биволе, масајке жирафе, лихтенштајнов хартбист, мочварне антилопе, обичног гнуа, жутог павијана, бодљикаво прасе, сабљасту антилопу, нилског коња, нилског крокодила и многе друге врсте. Парк је 2012. године посетило 15,415 туриста.

#### Национални парк Острво Санани
Национални парк Острво Санани стациониран је на северозападу земље у граду Мванза. Стациониран је на острву које окружује Викторијино језеро и до њега се може стићи бродом од Мванзе, за 10 минута пловидбе.

#### Национални парк Серенгети
Национални парк Серенгети се налази у области Серенгети у Танзанији. Најпознатији је по годишњој миграцији преко милиона гнуа и двеста хиљада зебри. Масаи народ је током више од двеста година напасао своју стоку у овим пределима пре него што су дошли европски истраживачи и колонизовали ове крајеве. Име Серенгети потиче из језика Масаи народа и има значење „бескрајна равница“.
Немачки географ и истраживач Оскар Бауман је дошао у ово подручје 1892. године  и убио три носорога. Први британски истраживач је био Едвард Вајт који је са својом групом убио педесет лавова. Лов на лавове угрозио је популацију ових животиња, те су Британци одлучили да 1921. оснују резерват на делу територије, а 1929. на целој територији која је 1951. године постала национални парк. Приликом формирања парка, колонијалне власти су донеле контроверзну одлуку да преселе аутохтоно Масаи становништво у суседну област Нгоронгоро. Серенгети је најстарији национални парк у Танзанији и привлачи велики број сафари туриста.
Парк је основан 1951. године, а под окриљем Унеска је од 1981. године. Површине је 14,750 km², а њима руководи Одељење за заштиту националних паркова Танзаније. Парк годишње посети око 350.000 туриста.

#### Национални парк Тарангире
Национални парк Тарангире је шести највећи национални парк Танзаније, стациониран у региону Мањара. Име је добио по истоименој реци која тече кроз парк, а на његовом простору постоје велике популације гнуа и зебри. Основан је 1970. године, а површине је 2,850 km². На простору парка пописане су зебре, имапле, мајмуни, бабуни, лавови, гепарди, афрички дивљи пси и многе друге врсте. Године 2012. парк је посетило 161,792 туриста.

#### Национални парк Планине Унџугва
Национални парк Планине Унџугва је национални парк Танзаније, који се налази у непосредној близини града Микуми. Површине је 1990 km², а њима управља Одсек за националне паркове Танзаније. Кроз парк протежу се тропске и планинске шуме, као и степе. Надморска висина креће се од 250–2576 m. У парку је пописано више од 400 врста птица, 2500 биљних врста, од чега су 25% њих ендемичне, као и 6 врста примата. Ово је уједно други највећи национални парк у Африци.
Године 2012. парк је посетило 7749 туриста.

### Резервати природе и остала заштићена подручја

#### Заштићено подручје Нгоронгоро
Заштићено подручје Нгоронгоро је калдера угашеног вулкана у истоименом дистрикту (површине 14.036 km² са 174.278 становника 2012. год.) региона Аруша у Танзанији која се налази 180 км западно од града Аруша. Површина заштићеног подручја је 8.288 km², а заштићен је 1959. године када и Национални парк Серенгети.. Ово подручје је 1979. године уписано на УНЕСКО-ву Списак места Светске баштине у Африци због заштите његовог јединственог биодиверзитета и многих угрожених животињских врста, али и доказа о раном пристуству хоминина од пре око 3,6 милиона година
Источна страна кратера је углавном прекривена планинском шумом, док је мање стрма источна страна сушнија и углавном прекривена травама и покојим дрветом акација.
У њему живи око 25.000 великих сисара (углавном гнуови и зебре) и грабежљиваца (некад највећа концентрација лавова у Африци), те око 500 врста птица. Од осталих сисара на овом подручју ту су: црни носорог (јако угрожен), афрички слон, нилски коњ, афрички биво, леопард, гепард, жирафа и много врста мањих сисара.

#### Резерват Селус
Резерват Селус један је од најмањих резервата фауне на свету, стациониран на југу Танзаније. Име је добио по енглезу Фредерику Селусу. Основан је 1922. године, његова површина је 54.600 km². Од 1982. године налази се под заштитом Унеска.
У парку су пописани афрички слонови, црни носорози, нилски коњи, лавови, жирафе, зебре, крокодили и многе друге животињске врсте.
Године 1976. резерват је имао око 109.000 слонова. До 2013. било их је 13.000, што је за око 66% мање. Главни кривци су запослени у парку који често помажу ловокрадицама.

#### Резерват Уванда
Резерват Уванда, познат и као Уванда Руква резерват стациониран је у заливу Руква у југозападном делу земље. Налази се у саставу Националног парка Катави и покрива површину од 4100 km². Језеро Руква тече кроз резерват. Од дивљих животиња, у резервату су пописне зебре, слонови, пуку, афрички биво и многе друге.

### Морски паркови и резервати

#### Морски парк Острво Мафија
Морски парк Острво Мафија је заштићено морско подручје које обухвата острво Мафија у Индијском океану, југоисточно од Занзибарског острва. Налази се у Пвани региону. Парк је основан 1995. године, површине је 822 km², а њиме управља Одсек за морске паркове и резерве Танзаније.

#### Морски парк Мнази залив
Моркси парк Мнази залив основан је 1. јула 2000. године и под покровитељством је морски паркова и резервата Танзаније. Стациониран је у Мтара региону у југоисточном делу Танзаније, на граници са Мозамбиком. Простире се на површини од 650 km².

## Занзибар
Занзибарски архипелаг је делимично призната аутономна регија Танзаније. На овом простору налази се велики број плажа дужине неколико километара, које имају бели песак. У главном граду Занзибар налази се древни Камени град, некадашњи главни град Занзибарског султаната. Град је дом бројних историјских и културних знаменитости, а нека од њих датирају из 15. века. Занзибарск акултура и архитектура имала је велики утицај од арапске, персијске, индијске и кутлуре обале источне Африке. Поред плажа, велика туристичка атракција на Занзибару је и Национални парк Залив Џозани Чвака, једини национални парк у Занзибару. На његовом подручју налази се велики број мочвара, а дом је за врсту примата Piliocolobus, 40 врста птица и 50 врста лептира.

## Унеско баштина
У Танзанији налазе се седам светских баштина под Унеском, шест од њих на копну и једно у Занзибару. Тренутно постоји још пет номинованих локација за Светску баштину, као што је Национални парк Гомбе Стрим.

## Виза
Већина посетилаца мора добити визу из једне од танзанијских дипломатских мисија. Већина грађана Сједињених Држава или источне Африке не морају да имају визу, ако долазе у Танзанију туристички. Туристичке визе у периоду од три месеца коштају 50 америчких доларима. Сви посетиоци морају да имају пасош који важи шест месеци, према танзанијском имиграционом закону или месец дана након периода предвиђеног боравка.

## Статистике
Године 2014. Танзанију је посетило 1.093.000 туриста, што је изузетни раст у односу на посете претходних година. У поређењу са величином и потенцијалима, Танзанија има други најнижи број туриста, више само од Бурундија. Скоро 50% туриста стиже из других делова Африке, а пораст се десио када су се побољали летови и успоставиле нове авионске линије у земљи. Туризам је крајем 2014. године угрозила појава ебола вируса.

### Туризам по годинама
| Foreign traveller arrivals (2000-2016) | Foreign traveller arrivals (2000-2016) | Foreign traveller arrivals (2000-2016) | Foreign traveller arrivals (2000-2016) |
| Година                                 | Број посета                            | Година                                 | Број посета                            |
| -------------------------------------- | -------------------------------------- | -------------------------------------- | -------------------------------------- |
| 2000                                   | 501,669                                | 2009                                   | 714,367                                |
| 2001                                   | 525,122                                | 2010                                   | 754,000                                |
| 2002                                   | 575,296                                | 2011                                   | 843,000                                |
| 2003                                   | 576,198                                | 2012                                   | 1,043,000                              |
| 2004                                   | 582,807                                | 2013                                   | 1,063,000                              |
| 2005                                   | 612,754                                | 2014                                   | 1,093,000                              |
| 2006                                   | 644,124                                | 2015                                   | 1,137,182                              |
| 2007                                   | 719,031                                | 2016                                   | 1,284,279                              |
| 2008                                   | 770,376                                |                                        |                                        |

### Туристи по земљама
Највећи број туриста у Танзанији долази из Кеније, према статистикама спроведеним у периоду од 2013—2016. године.
| Држава/Територија    | 2016      | 2015      | 2014      | 2013      |
| -------------------- | --------- | --------- | --------- | --------- |
| Кенија               | 233,730   | 197,562   | 188,214   | 193,078   |
| Сједињене Државе     | 86,860    | 66,394    | 80,489    | 69,671    |
| Индија               | 69,876    | 32,608    | 27,327    | 27,334    |
| Уједињено Краљевство | 67,742    | 54,599    | 70,379    | 59,279    |
| Бурунди              | 63,530    | 48,210    | 51,553    | 34,873    |
| Немачка              | 57,643    | 52,236    | 47,262    | 53,951    |
| Италија              | 50,715    | 53,742    | 49,518    | 57,372    |
| Руанда               | 47,056    | 45,216    | 50,038    | 46,637    |
| Јужна Африка         | 43,468    | 30,288    | 26,614    | 31,144    |
| Уганда               | 37,870    | 37,253    | 36,420    | 39,488    |
| Кина                 | 34,472    | 25,444    | N/A       | N/A       |
| Замбија              | 28,836    | 32,694    | 36,679    | 64,825    |
| Француска            | 24,611    | 28,683    | 33,585    | 33,335    |
| Холандија            | 24,197    | 20,150    | 23,710    | 20,633    |
| Израел               | 22,967    | N/A       | N/A       | N/A       |
| Зимбабве             | 22,148    | 30,533    | 36,497    | 30,765    |
| Мозамбик             | N/A       | 27,323    | N/A       | N/A       |
| Укупно               | 1.284.279 | 1.137.182 | 1.140.156 | 1.095.885 |

## Галерија
- Плажа у Националном парку Гомбе Стрим
- Смирај дана, Национални парк Катави
- Водопад у селу Кинолу
- Килиманџаро из авиона
- Предео Националног парка Руаха

- Национални парк Китуло
- Острво Пангавини
- Поглед на плажз